# 烏爾吉特·帕特爾
烏爾吉特·拉文德拉·帕特爾（1963年10月28日—），生於肯雅內羅畢，經濟學家，於2016年接任第24任印度儲備銀行總裁。2013年起曾任印度儲備銀行副總裁，2016年9月4日接任總裁，2018年12月10日辭職。這是1990年代以來首位任內辭職的印度央行行長。

## 生平
烏爾吉特·帕特爾出生在肯雅內羅畢。祖父在20世紀從印度古吉拉特邦科達縣移民至肯雅，父母在內羅畢經營化學工廠。在內羅畢完成高中及高中以前階段的教育。於倫敦政治經濟學院取得經濟學的理學士學位。在牛津大學李納克爾學院取得經濟學研究碩士學位。耶魯大學取得經濟學哲學博士。
1990年至1995年間，在國際貨幣基金組織工作，承擔過美國、印度、巴哈馬群島、緬甸的事務。之後受IMF委派在印度儲蓄銀行工作兩年。1998年至2001年間成為印度財政部的顧問。經歷中央或地方政府的各高級別委員會後，2006年至2007年間，在納倫德拉·莫迪擔任古吉拉特邦首席部長期間，獲委任為古吉拉特邦石油公司董事成員，此後續任至2013年。2013年1月7日，擔任印度儲備銀行副總裁。
2016年9月4日，因第23任總裁拉古拉姆·拉詹與莫迪政府意見不合，不獲延聘，乃接任總裁一職。任期內有印度500和1000盧比紙幣廢止事件。2018年12月10日，因與莫迪政府意見不合，當日呈辭並立即生效。